# R-56 (misil)
R-56 fue un proyecto de lanzador orbital soviético realizado hacia 1961 por Mijaíl Yánguel.
El diseño consistía en un lanzador convencional por etapas capaz de ser transportado por la red de canales soviéticos desde la fábrica hasta el sitio de lanzamiento. Habría podido poner en órbita 40 toneladas de carga. Sin embargo, varias facciones del gobierno favorecieron el desarrollo del mucho más grande y menos práctico N1 de Koroliov o del UR-700 de Chelomei. Yangel intentó convencer al gobierno de realizar una aproximación común al programa lunar, con los diferentes departamentos de desarrollo concentrándose en una parte del programa, pero el intento no tuvo éxito, y el proyecto del R-56 acabó siendo abandonado.
El lanzador podría haber tenido varias funciones, entre ellas la de misil balístico intercontinental y lanzador de estaciones espaciales, satélites artificiales y elementos del programa lunar.
Tras idear varios diseños se concluyó que el mejor de ellos era un lanzador de tres etapas monobloque (sin etapas adicionales agrupadas). La primera etapa tendría una base de 8,2 m de diámetro para albergar los 16 motores, derivados de los motores RD-253 desarrollados por Glushko para el cohete UR-500. Doce de los motores irían fijos, mientras que los otros cuatro irían montados sobre cardanes para poder dirigir el cohete. La segunda etapa llevaría un único motor fijo RD-254. Para la tercera etapa se idearon dos versiones: una capaz de un único encendido (para poner cargas pesadas en órbita) y otra capaz de múltiples reencendidos (para poner cargas menores en órbitas altas o para llevarlas a una órbita de escape).
El cohete se construiría en la fábrica de Dnepropetrovsk, desde donde se llevaría por carretera hasta el río Surya. Desde allí se llevaría por el sistema de canales soviéticos hasta los cosmódromos de Kapustin Yar, Baikonur o Plesetsk.

## Especificaciones
- Carga útil: 40.000 kg a LEO (200 km de altura y 90 grados de inclinación orbital; 6000 kg a órbita geoestacionaria).
- Empuje en despegue: 23.220 kN
- Masa total: 1.421.000 kg
- Diámetro: 6,2 m
- Longitud total: 67,8 m